# Bleekvlekwespbij
De bleekvlekwespbij (Nomada alboguttata) is een vliesvleugelig insect uit de familie van de bijen en hommels (Apidae).  De soort heeft twee verschillende vormen. Eén, klein, donkerrood en zwart van kleur met witachtige vlekken, vliegt in april en parasiteert Andrena ventralis. De andere, licht roodachtige vorm met gele vlekken, vliegt van eind april tot juni en parasiteert Andrena barbilabris. Nomada baccata lijkt veel op de soort. De wetenschappelijke naam van de soort is gepubliceerd in 1839 door Herrich-Schäffer.

## Kenmerken
De bijen hebben een lichaamslengte van zes tot tien (vrouwtjes) of zes tot negen millimeter (mannetjes). De vrouwtjes zijn rood van kleur en hebben gele of witachtige vlekken op de tergieten. Het labrum is rood en heeft een klein tandje voor het midden. Het derde antennesegment is even lang als het vierde. Het bijna monochromatische rode, dicht gestructureerde puntvormige scutellum heeft zwakke uitsteeksels. De tibiae van de achterpoten hebben een tand aan het uiteinde en een aantal zeer lange, zwartgekleurde, licht gebogen stekels. De mannetjes zijn overwegend zwart en rood van kleur, de onderste helft van het gezicht, de onderkant van de antenneschacht en de vlekken op de tergieten zijn lichtgeel. De thorax (borststuk) is zwart, de calli en tegulae zijn roodachtig geel. Het derde antennesegment is aanzienlijk korter dan het vierde. De dijen (dijbenen) van de middelste en achterste benen zijn kort en dicht behaard aan de onderkant. Aan het einde van de achterste tibiae bevinden zich enkele gebogen stekels, zoals bij het vrouwtje.

## Verspreiding
De soort komt algemeen voor in grote delen van Europa. 

## Levenswijze
De dieren vliegen van begin april tot eind juli. De soort parasiteert Andrena barbilabris en Andrena ventralis.